# François-Hyacinthe de Plœuc du Timeur
François-Hyacinthe de Plœuc du Timeur  (né à Landudec le 16 avril 1662, mort à Quimper le 17 janvier 1739) est un religieux français qui fut évêque de Cornouaille.

## Biographie
François-Hyacinthe de Plœuc est le 2e des 4 fils et 6 filles de René de Plœuc, (1619-1685) et de Marie Gourcun, dame de Mesros qui vécurent au manoir du Guilguiffin, à Landudec. François-Hyacinthe de Plœuc du Timeur nait dans l'actuel département du  Finistère au manoir du Guiguiffin en Landudec le 16 avril 1661. Bachelier en droit canon à Paris en 1695 il est licencié en 1696. Il ne reçoit pas de bénéfice ecclésiastique après son retour à Quimper où il devient prêtre en 1699.
Vicaire général de l'évêque de Tréguier depuis 1704; remarqué par le père La Chaise, confesseur de Louis XIV, il est nommé par le roi évêque de Cornouaille le 11 avril 1707 et il est consacré le  19 juin 1707 par Mathieu Ysoré d'Hervault de Pleumartin archevêque de Tours assisté de René François de Beauvau du Rivau évêque de Bayonne et de Vincent-François Desmarets évêque de Saint-Malo. Il participe aux États de Bretagne de 1712 où il est chargé de présenter au roi les cahiers.
Il meurt le 18 janvier 1739 à Quimper. La sépulture de cet évêque se trouvait à l'origine dans le chœur, marquée par obélisque de marbre. Abattu en 1791, ses éléments récupérés par la famille, le monument fut restauré et rétabli en 1823 à l'entrée de la chapelle des Victoires de la cathédrale de Quimper. Il se trouve actuellement dans les réserves du musée départemental breton.